# Carl Einar Glahn
 Carl Einar Glahn (født 26. november 1884 i Nykøbing Falster, død 13. september 1971) var en dansk arkitekt. Hans fader var arkitekten Henrik Christopher Glahn.
Glahn var en af de mange unge arkitekter, der arbejdede for Anton Rosen på Landsudstillingen i Århus i 1909, hvor de nye arkitekturstrømninger med det klassiske, danske hus blev introduceret i "Stationsbyen" som forløber for Bedre Byggeskik-bevægelsen. Glahns arbejde tog udgangspunkt i det gode håndværk og det enkle, traditionelle byggeri. Han var influeret af de klassicistiske arkitekturidealer, som han adlød til langt op i 1920erne.
Han blev senere del af funktionalismen, der fik sit gennembrud i 1930erne med bl.a. Glahns bygninger til den store udstilling i 1933, Nordjysk Kunststævne, der var produceret sammen med arkitekten Carlo Odgård og tegneren Viggo Vagnby.

## Uddannelse
I tømrerlære hos faderen H.C. Glahn, afgang fra Teknisk Skole, København, 1904, Kunstakademiet 1904-1914, medarbejder hos Emil Jørgensen 1903-1907, hos Anton Rosen 1908-1910, konduktør hos Hother A. Paludan ved Aalborg Kommunehospital 1911-1913. 

## Udstillinger
Charlottenborg 1942 (Bladhus for Aalborg Amtstidende, sammen med Preben Hansen). 
Hverv: Medlem af Overnævnet i Huslejesager for Ålborg Amt 1919-1922.

## Bygninger
- Villa "Ønskehuset" Kong Christians Alle 44, Aalborg (1933, sammen med Carlo Odgård).
- Aalborg Garnisonssygehus (1918)
- Kapel i Assens (1923)
- Alderdomshjem i Nørre Tranders
- Hittebørnshjem i Nørresundby (1924)
- Villa, Rafns Allé 11, Aalborg (1926)
- Bygning for Nordjyllands Redningskorps, Aalborg (1928)
- Aalborg Diskontobanks filialer i Løgstør, Skørping og Dronninglund (1928)
- Tilbygning til Aalborg By og Omegns Sparekasse, Østerå-Nytorv, Aalborg (1931)
- Nordjysk Udstillings-Bygning (1933, sammen med Carlo Odgård, Aalborgtårnet bevaret)
- Kamillianerklinikken, Kastetvej, Aalborg (1939-41)
- Tårn på Skt. Ansgar Kirke, København (1943)
- Udvidelse af skole i Hirtshals (1958, s.m. Niels Jørgen Dam og Kjeld Dirckinck-Holmfeld)

Desuden adskillige villaer i Aalborg og omegn.